# スペイン国立図書館
スペイン国立図書館（スペインこくりつとしょかん、スペイン語: Biblioteca Nacional de España）は、スペインのマドリードのパセオ・デ・レコレトスにある国立図書館。

## 歴史
図書館はフェリペ5世時代の1712年に宮殿公共図書館として開設。1836年には所有を内政部に移管し国立図書館となる。
1896年3月16日、図書館は一般に公開され、1930年代のスペイン内戦で50万冊が収集される。現在では約2400万アイテムが収蔵されている。

## プロジェクト
2011年に、市民の投票により選ばれたレオナルド・ダ・ヴィンチの写本『マドリード手稿』のデジタル化プロジェクトを実施した。